# Józef Górny (piłkarz)
Józef Górny (ur. 17 marca 1936 w Toruniu, zm. 30 sierpnia 2013) – polski zawodnik i trener piłki nożnej.
Grał na pozycji napastnika. Był zawodnikiem Lechii Gdańsk, z którą w 1956 r., rozegrał 19 meczów w ramach I ligi. Następnie zawodnik drugoligowego Zawiszy Bydgoszcz. Po zakończeniu kariery zawodniczej, był trenerem grup młodzieżowych Lechii Gdańsk.